# Мамадиев, Нуритдин Фархотович
Нуритдин Фархотович Мамадиев (род. 26 ноября 1995, Душанбе) — российский игрок в пляжный футбол. Игрок сборной России.

## Биография
Родился в Душанбе. Отец служил в советской армии, а в 1999 году переехал в Россию, где работал на мебельной фабрике. Кроме него в семье воспитывались три сестры. Нуритдин Мамадиев — мусульманин по вероисповеданию.
В детстве он занимался греко-римской борьбой. Окончательно семья переехала в Россию в 2006 году. В Санкт-Петербурге Мамадиев учился в школе № 443 в Купчино.
Занимался футболом на стадионе «Невский фронт» во Фрунзенском районе . В детско-юношеской команде игроков 1995 года рождения он носил капитанскую повязку. Участвовал в турнире «Кожаный мяч». Трижды проходил просмотр в «Зените», но команде не подошёл. В 15-летнем возрасте начал играть в пляжный футбол, после открытия соответствующей команды при «Невском фронте», куда его пригласил Денис Щукин. Дебютным турниром в новом виде спорта стал Кубок России в Анапе.
В 2011 году, после окончания девятого класса, заключил свой первый контракт с клубом по пляжному футболу — «Кристалл». Затем он играл за ярославский «Подводник» и питерский «Золотой». После распада последней команды Сергей Степлиани предложил его кандидатуру столичному ЦСКА. В сентябре 2018 года он перешёл на правах аренды в «Локомотив», а в начале следующего года стал полноценным игроком «железнодорожников». С 2024 года — игрок «Саратова».
В 2014 году получил российское гражданство. Впервые был вызван в стан сборной России в 2017 году.

## Достижения
Клубные
- Чемпион России: 2020 (Локомотив)
- Вице-чемпион России: 2022, 2023 (Локомотив)
- Бронзовый призёр чемпионата России: 2017 (ЦСКА), 2021 (Локомотив), 2024 (Саратов)
- Победитель Кубка России: 2024 (Саратов)
- Финалист Кубка России: 2018, 2021, 2022 (Локомотив)
- Победитель Мундиалито: 2021 (Локомотив)
- Победитель Московского международного кубка: 2023 (Локомотив)
- Финалист Московского международного кубка: 2022 (Локомотив)

Индивидуальные
- Лучший игрок чемпионата России: 2020
- Лучший игрок Интер кап: 2021
- Лучший гол Кубка России: 2024